# Рассел, Стивен Джей
Сти́вен Джей Ра́ссел (англ. Steven Jay Russell), при рождении Сти́вен Джей Башам (англ. Steven Jay Basham; род. 14 сентября 1957, Вирджиния-Бич, Виргиния, США) — американский мошенник и мистификатор, известный многочисленными побегами из тюрьмы. Из-за виртуозности его побегов в криминалистике за ним закрепились клички «Гудини» и «Король жуликов». Его коэффициент интеллекта равняется 163.

## Биография

### Ранние годы
Стивен Джей Башам родился в Вирджиния-Бич у Дэвида и Джорджии Башам, которые после рождения ребёнка решили развестись и отдали его в приёмную консервативную семью Бренды и Томаса Расселов. В 9 лет Стивен узнал о том, что он приёмный, и у него появилась навязчивая идея разыскать биологических родителей. Это привело к тому, что у него начались неприятности в школе, он стал хулиганить и устраивать поджоги. В результате в 12 лет он был отправлен на трудотерапию в исправительное учреждение для мальчиков. Во время его нахождения в этом учреждении впервые было официально подтверждено, что у него высокий IQ, и там же у него произошёл первый гомосексуальный контакт. В пятницу 13 мая 1971 года Рассел совершил свой первый побег; побег был удачным, и многие последующие побеги он так же совершал в пятницу 13-го, поэтому принято считать, что пятница, приходящаяся на 13-е число, была для него счастливым днём. После окончания школы он стал офицером полиции, причём сделал это лишь для того, чтобы разыскать родных с помощью баз данных Национального центра информации о преступлениях. В конечном итоге он узнал, что спустя некоторое время после его усыновления его настоящие родители вновь сошлись и у них родились ещё трое детей.
В 1976 году Стивен женился на секретарше начальника полиции Дэбби Дэвис, спустя два года у них родилась дочь Стэфани. К моменту рождения дочери Рассел уже стал осознавать свою гомосексуальность и идентифицировать себя как гей, поэтому вёл двойную жизнь. В 1985 году после смерти приёмного отца у него началась сильная депрессия; в конце концов, он заявил жене, что является геем и больше не может с ней жить, после чего они разошлись. После этого Рассел перебрался в Хьюстон, где перестал скрывать свою гомосексуальную ориентацию, а спустя ещё три года переехал в Лос-Анджелес.
Обладая необычайным талантом убеждения, Рассел легко мог притвориться любым человеком, изменить голос или приписать себе отсутствующие навыки. Примерно так ему удалось под именем Рональда Элмкуиста получить работу менеджера по продажам в крупной сети пищевых продуктов «White Swan Foodservice» в Хьюстоне. Вскоре после того как обнаружилось, что он гей, его уволили с работы, но ему удалось убедить в своей квалификации президентов ещё двух пищевых компаний. Впоследствии он был арестован за непристойное поведение в хьюстонском парке, известном как место собраний гомосексуалов. Это стало началом его окончательного вовлечения в преступную деятельность.
В начале 1990-х он встретился с неким Джеймсом Кэмпелом, и они вместе переехали в Палм-Бич. На момент их знакомства Кэмпел уже был болен СПИДом и спустя несколько лет умер.

### Побеги
Известно как минимум о 14 вымышленных именах, которыми пользовался Стивен Рассел, чтобы проворачивать свои аферы. Но бoльшую известность получили его побеги из тюрем.
21 мая (по другой версии 13 мая) 1993 года Стивен Рассел отбывал срок в тюрьме округа Харрис в Хьюстоне, штат Техас. Воспользовавшись тем, что охранники устроили перекур, он украл их гражданскую одежду и, переодевшись в неё, покинул территорию тюрьмы (этот побег он совершил для того, чтобы вернуться к Кэмпелу). После этого он сфабриковал поддельные доверительные грамоты и устроился в североамериканскую страховую компанию финансовым директором (CFO). За пять месяцев он снял со счетов этой компании 800 тыс. долларов. В 1994 году он был арестован за мошенничество при страховании и вновь помещён в тюрьму округа Харрис, где встретился с Филлипом Моррисом, встречу с которым он описывал как «страсть с первого взгляда» (англ. lust at first sight), и который впоследствии станет его возлюбленным.
Филлип Моррис был осуждён за то, что не смог вовремя расплатиться за взятый в 1989 году в аренду автомобиль, на котором он хотел перебраться из Хьюстона в Атланту. Его обвинили в «краже обслуживания», но спустя два месяца в уголовном кодексе США произошла замена некоторых законов, и преступление Морриса перестало считаться серьёзным. До 1992 года ему предстояло пройти испытательный срок в «Центре правонарушителей с минимальным риском». Во время его нахождения в этом центре проводились групповые беседы. Во время одной из этих бесед зашёл разговор на тему гомосексуальности и религии, Моррис случайно проговорился о своей ориентации, после чего один из заключённых заявил, что убьёт его в ближайшую ночь. Напуганный этим заявлением, Моррис при первой возможности сбежал из Центра. 19 декабря 1994 года он вновь попал в тюрьму округа Харрис и спустя десять дней встретился там с Расселом. В октябре 1995 года, после отбытия девяти месяцев из трёхлетнего срока лишения свободы, Рассел был условно освобождён. Спустя два месяца освободился Моррис, и они отправились в Клеар-Лэйк.
В 1996 году, вновь находясь в тюрьме округа Харрис, Рассел, маскируясь под судью, сделал так, чтобы сумму его залога снизили с $900 000 до $45 000, которую тут же оплатил и был отпущен под залог. Спустя десять дней он был арестован во Флориде и отправлен обратно в Техас. Тогда же он совершил свой первый известный побег, который пришёлся на пятницу 13 декабря. Оказавшись снова в тюрьме округа Харрис, он стал посещать художественный кружок, где на каждом занятии тайком прихватывал с собой зелёный фломастер и прятал его под своей койкой. Собрав достаточное количество фломастеров, он покрасил свою белую тюремную униформу в зелёный цвет, после чего она стала похожа на униформу медицинского персонала тюрьмы. Обернув своё тело полиэтиленом и надев поверх него окрашенную униформу, Рассел, притворившись доктором просто вышел за ворота тюрьмы. Благодаря полиэтилену, экранировавшему запах тела, розыскные собаки не смогли взять его след.
В 1998 году Рассел украл $800 000 из хьюстонской компании, которая управляла финансами врачей, был пойман и вновь попал в тюрьму округа Харрис . На этот раз он был осуждён на 45 лет и ещё 20 лет из-за предыдущего побега. Вместе с ним был арестован и Моррис, которого Расселу ранее удалось досрочно освободить путём незаконных махинаций, выдавая себя за адвоката. Находясь в тюрьме, Рассел пользовался тюремной библиотекой, и изучил всё, что можно было, о СПИДе, после чего стал симулировать у себя его признаки. 24 февраля ему удалось с помощью пишущей машинки подделать свою тюремную медкарту, после чего он ввёл в заблуждение тюремных врачей и обманным путём добился перевода в Хьюстонскую больницу, откуда он вскоре сбежал. Оказавшись на свободе, он позвонил в тюрьму и, представившись врачом Хьюстонской больницы, заявил, что Стивен Рассел умер в больнице от СПИДа. Параллельно он начал предпринимать попытки освободить Морриса, которого поместили в тюрьму округа Далласа.
20 марта 1998 года Рассел, выдавая себя за миллионера из Вирджинии, попытался взять ссуду на $75 000 из Национального банка в Далласе. Когда банковские служащие заподозрили неладное и вызвали полицию, он симулировал сердечный приступ и был отправлен в больницу. ФБР приставило к нему охрану, но он с мобильного телефона позвонил своим охранникам, и представившись агентом ФБР, приказал им уйти со своих постов. После того, как они это сделали, Рассел покинул больницу.

### Арест
В конечном итоге служба маршалов США разыскала Рассела в Форт-Лодердейле и 7 апреля 1998 года он был арестован, когда шёл к своей машине. В конечном итоге он был приговорён к 144 годам тюремного заключения, из которых большую часть — 99 лет — он получил за побеги, и лишь 45 лет за мошенничества. Если он не добьётся досрочного освобождения, датой окончания его срока станет 12 июля 2140 года. 7 февраля 2023 года Рассел получил условно-досрочное освобождение. Дата его выхода все еще не определена.
В настоящее время Стивен Джей Рассел содержится в тюрьме Allan B. Polunsky Unit Департамента Уголовного правосудия Техаса под номером 00760259. В тюрьме созданы условия, чтобы минимизировать возможность очередного побега. 23 часа в сутки Рассел проводит в своей камере, один час отпущен ему на зарядку и на общение с семьёй по телефону. Несмотря на такое тяжёлое положение, он чувствует себя вполне хорошо и бодро. По его словам, его больше не мучают ночные кошмары о страхе быть пойманным, преследовавшие его, когда он был в бегах. Больше всего он жалеет о том, что, полностью втянувшись в мошенничество, вынужден был отдалиться от жены и дочери. Его дочь Стефани иногда навещает Стивена в тюрьме.
Филлип Моррис был выпущен в 2006 году и сейчас уединённо живёт в Арканзасе. В сентябре 2009 года в интервью английской газете «Gurdian» Рассел на вопрос, любит ли он до сих пор Морриса, уклончиво ответил: «Что ж, я не люблю кого-либо ещё. Я скучаю по нему. Но я также являюсь реалистом. Я не хочу когда-либо сделать ещё что-нибудь, что причинило бы ему снова боль, и любые действия, которые я сейчас предприму, теперь вызовут у него проблемы. Я не могу быть с ним, и нет никакого способа, с помощью которого они [власти] позволили бы этому случиться». 10 апреля 2010 года Филлип Моррис сделал небольшое заявление в британском журнале «Gay Times», где рассказал о своём знакомстве с Расселом. В частности, он заявил, что подозревает, будто бы Рассел, вытаскивая его из тюрьмы в первый раз, сначала продлил его срок заключения, потому как не хотел, чтобы Моррис вышел на свободу раньше него и вернулся к своей экс-любви.
Терри Коббс, командующий Специальными операциями в Техасском Департаменте Уголовного Правосудия и разыскивавший Расселла после двух последних побегов, заявил, что «небольшая часть мозга Рассела всё-таки продолжает проворачивать операции».

## В культуре

### В кино
В 2003 году издательство «Miramax Books» выпустило написанную хьюстонским журналистом Стивом Мак-Викером биографию Рассела «Я люблю тебя, Филлип Моррис: Правдивая история жизни, любви и тюремных побегов» (англ. I Love You Phillip Morris: A True Story of Life, Love, and Prison Breaks). В ней МакВикер заявил, что не удивится, если Рассел не сегодня-завтра окажется на пороге его дома. Он ставил под сомнение слова Расселла о том, что последний якобы уже давно не общается с Моррисом, который в 2010 в интервью заявил, что не испытывает желания встречаться с Расселом, потому что потерял к нему доверие, хотя и простил его. На основе этой книги в 2009 году был выпущен фильм «Я люблю тебя, Филлип Моррис», в котором роль Рассела исполнил Джим Керри, а Филлипа Морриса сыграл Юэн Макгрегор. Рассел одобрил это название. Во Франции премьера фильма состоялась в рамках ЛГБТ-кинофестиваля в Париже. Из-за тюремных ограничений Рассел не смог посмотреть фильм целиком, но ему удалось увидеть несколько роликов в Google и он был поражён тем, насколько реалистично Керри его изобразил, хотя они никогда не встречались, и актёру довелось лишь послушать запись голоса Рассела. Рассел назвал фильм весьма сюрреалистичным.

### В Интернете
Известность фильма привела к тому, что возрос интерес к реальным героям этой истории и в сети появилось несколько статей, раскрывающих неизвестные ранее факты биографии Рассела. Увеличение внимания к нему со стороны СМИ привело к тому, что в начале июня 2010 года была организована интернет-петиция «Свободу Стивену Джею Расселу», которая была обращена к губернатору Техаса Рику Перри с заявлением, что Рассел вовсе не жестокий человек, и таким образом его столетнее заключение в тюрьме максимальной безопасности больше похоже на «акт гнева, чем на настоящее правосудие». В декабре того же года эта петиция была закрыта.